# Autoportrait (Monet)
Pour les articles homonymes, voir Autoportrait (homonymie).
Cet Autoportrait est un tableau réalisé par le peintre impressionniste Claude Monet en 1917.
Cet autoportrait, qui est l'un des derniers qu'il ait réalisés, fut peint alors que Monet est à Giverny où il travaille sur la série Les Nymphéas commandée par Clemenceau. Ce dernier aurait rendu visite à Monet dans son atelier où il aurait aperçu l'ébauche de l'autoportrait et Monet lui aurait indiqué qu'il avait fait ce tableau car il lui avait fallu nettoyer ses pinceaux.